# ポールポジション (1994年のパチンコ機)
『ポールポジション』は、1994年5月にSANKYOが発売した、F1マシンの役物が配置されているパチンコ機のシリーズ名。
『ポールポジションⅠ』と『CRポールポジションⅠ』の2機種がある。

## 概要
確率変動機能を搭載した権利物タイプ。デジタルと回転体役物による2段階判定の2回権利物タイプである。権利獲得後はデジタル確率が10倍の1/6.5となる役物下のスルーチャッカーを通過すると、F1マシンのゼッケン部にある2桁7セグデジタルが回転する。特定図柄がゾロ目で揃うと役物上部の電チューが開放される。権利を獲得できるVゾーンはF1マシンの前輪の位置にある。
Vゾーンは一定周期で回転していたため、止め打ちで狙うことができた。

## スペック
- ポールポジションⅠ
  - 賞球数 7&15
  - 大当たり最高継続 16R
  - 大当たり確率
    - デジタル確率 1/65
    - 役物振り分け 1/4
- CRポールポジションⅠ
  - 賞球数 7&15
  - 大当たり最高継続 16R
  - 大当たり確率
    - デジタル確率 1/12
    - 役物振り分け 1/4

## 図柄
- ポールポジションⅠ
  - 0
  - 1
  - 2
  - 3
  - 4
  - 5
  - 6
  - 7
  - 8
  - 9
  - ブランク絵柄のアルファベット
- CRポールポジションⅠ
  - 0
  - 1
  - 2
  - 3
  - 4
  - 5
  - 6
  - 7
  - 8
  - 9
  - F
  - ブランク絵柄のアルファベット

## 演出
リーチアクションとして、ノーマルリーチ以外に、スローで変動する「アメドリ式リーチ」や、役物のドライバーが右手を上げてVサインをする「レーサーリーチ」がある。
デジタルがゾロ目で33・55・77のいずれかで揃うと天の電チューが0.9秒の開放を6回行う。電チューの開放は玉が1個入賞するか、6回までである。電チューに拾われた玉は役物内にあるF1マシンの前輪に到達し、ここで4個開いている穴のうちVゾーンのある穴に入賞すれば権利獲得となる。
CR機は、玉がスタートチャッカーを通過するとデジタルが回転し、奇数のゾロ目か、左に奇数と右にFが停止すると、電チューが0.38秒開放する。電チューに拾われた玉がV入賞すれば権利獲得となる。V入賞後に回転するミニデジタルが、3か7が出ると16ラウンドの大当たりとなり、次回までの確変に突入する。しかし、ミニデジタルの上か下に「□」が出てしまうと1ラウンドのみの小当たりとなり、出玉も120個程度しか獲得できない。16ラウンドの大当たり後に突入する確変の終了条件は、1ラウンドの小当たりを引くまでである。ミニデジタルは合計4つの出目があるので、小当たりの確率は1/2となる。